# Аньсинь
Аньси́нь (кит. упр. 安新, пиньинь Ānxīn) — уезд городского округа Баодин провинции Хэбэй (КНР).

## История
При чжурчжэньской империи Цзинь в 1129 году была создана область Аньчжоу (安州). В 1188 году в её составе был создан уезд Гэчэн (葛城县), а в 1204 году — уезд Вочэн (渥城县). При монгольской империи Юань уезд Вочэн был переименован в Синьань (新安县). При империи Мин уезды Гэчэн и Синьань были расформированы, а область понижена в статусе до уезда — так появился уезд Аньсянь (安县). Затем уезд опять был поднят в статусе до области, а в её составе вновь появился уезд Синьань.
После Синьхайской революции в Китае была произведена реформа структуры административного деления, в ходе которой области были упразднены, и в 1913 году область Аньчжоу была преобразована в уезд Аньсянь. В 1914 году уезды Аньсянь и Синьань были объединены; в качестве названия для нового уезда взяли первые иероглифы названий исходных уездов — так появился уезд Аньсинь.
В августе 1949 года был образован Баодинский специальный район (保定专区), и уезд вошёл в его состав. В октябре 1958 года уезды Жунчэн и Аньсинь были присоединены к уезду Сюйшуй, но в 1962 году уезды были восстановлены в исходных границах.
В 1968 году Баодинский специальный район был переименован в Округ Баодин (保定地区). Постановлением Госсовета КНР от 23 декабря 1994 года округ Баодин и город Баодин были расформированы, а на их территории был образован Городской округ Баодин.
С 1 апреля 2017 года включён в состав Нового районв Сюнъань для создания высокотехнологичного образцового города.

## Административное деление
Уезд Аньсинь делится на 9 посёлков и 3 волости.